# Claveria, Cagayan
Claveria là một đô thị hạng 4 ở tỉnh Cagayan, Philippines. 
Theo điều tra dân số năm 2000, đô thị này có dân số 29.277 người trong 5.767 hộ.

## Các khu phố (barangay)
Claveria được chia thành 41 khu phố (barangay).
| - Alimoan - Bacsay Cataraoan Norte - Bacsay Mapulapula - Bilibigao - Buenavista - Cadcadir Đ - Capanikian - Centro I (Pob.) - Centro II (Pob.) - Culao - Dibalio - Kilkiling - Lablabig - Luzon | - Mabnang - Magdalena - Centro VII (Malasin Đ) - Malilitao - Centro VI (Minanga) - Nagsabaran - Centro IV (Nangasangan) - Pata Đ - Pinas - Santiago - Santo Tomas - Santa Maria - Tabbugan - Taggat Norte | - Union - Bacsay Cataraoan Sur - Cadcadir West - Camalaggoan/D Leaño - Centro III - Centro V (Mina) - Centro VIII (Malasin West) - Pata West - San Antonio (Sayad/Bimmokel) - San Isidro - San Vicente - Santo Niño (Barbarnis) - Taggat Sur |